# Quallada

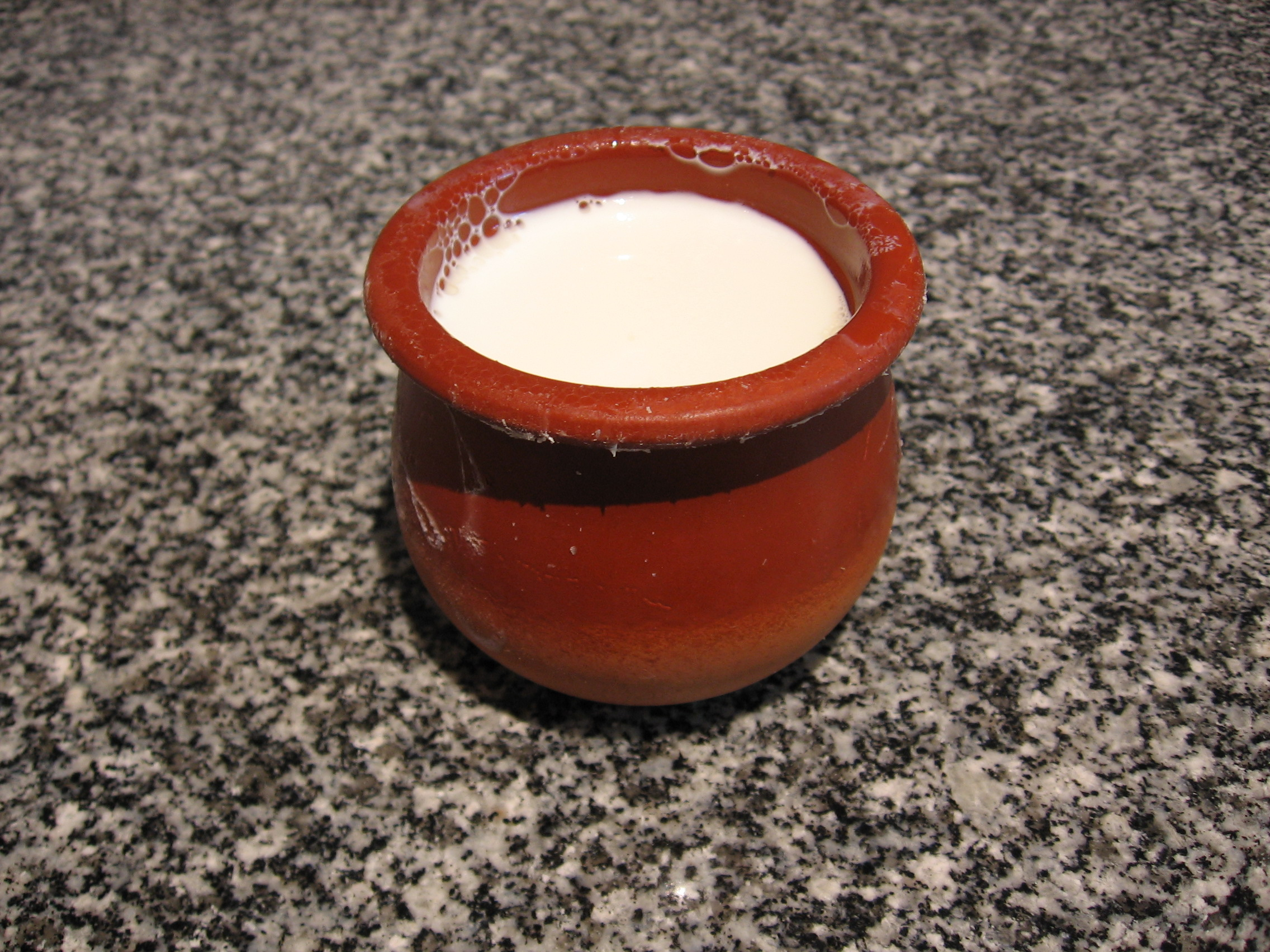
Presentació típica de la quallada fresca en un pot de fang.

La quallada és la part caseosa i greixosa de la llet, que per l'acció de la calor o d'un quall se separa, formant una massa pròpia per a fer formatge o mató, i deixa el sèrum al seu estat líquid. Es tracta d'un producte similar en continguts nutritius a la llet. La quallada són unes postres làctiques elaborades amb llet quallada per l'efecte d'un quall extret de l'estómac d'un animal en període de lactància o de l'herbacol, un tipus de card.
Al País Basc, d'on prové, és coneguda com a gatzatua o mamia i a la zona nord de Navarra com gaztanbera. La tradició per a elaborar una autèntica quallada obliga a utilitzar la llet d'ovella a la temperatura de munyida, i a afegir-hi quall natural procedent de l'estómac de bens acabats de néixer, i alimentats només amb els calostres i la primera llet d'ovelles acabades de parir. La utilització de les pedres com a element calefactor no és un caprici, ja que aquestes donen a la llet un gust recremat, característica d'una bona quallada tradicional.